# 블라디미르 바프닉
블라디미르 나우모비치 바프닉(러시아어: Владимир Наумович Вапник, 1936년 12월 6일 ~ )은 러시아계 미국인 수학자이다. 통계 학습의 바프닉-체르보넨키스 이론(Vapnik–Chervonenkis theory)의 개발자이자 서포트 벡터 머신, 서포트 벡터 클러스터링 알고리즘의 공동 창안자 중 한 명으로 알려져 있다.
1936년 소련의 유대인 가정에서 태어났다. 1958년 우즈베크 소비에트 사회주의 공화국 사마르칸트에 소재한 우즈베크 국립대학교에서 수학으로 석사학위를 받았으며 1964년 모스크바 제어과학 연구소에서 통계학으로 박사학위를 받았다. 1990년까지 제어과학 연구소 컴퓨터과학연구부에서 근무하였다.
1990년 미국으로 이주하여 AT&T 벨 연구소에 참여하였으며 2014년 페이스북의 인공지능 연구소에 참여하였다. 2008년 파리스 카넬라키스 상, 2012년 컴퓨터와 인지과학 부문 벤저민 프랭클린 메달, 2017년 IEEE 존 폰 노이만 메달 등을 수상했다.